# Elezove kuće u Vrgorcu
Elezove kuće, sklop dviju kuća u gradu Vrgorcu, zaštićeno kulturno dobro.

## Opis dobra
Stambeno-obrambeni sklop Elezove kuće u Vrgorcu sastoji se od dvije kuće, prislonjene jedna uz drugu, pravokutnog tlocrta, orijentirane sjever-jug. Iza sklopa Elezovih kuća nalaze se ostatci Serdarove kuće. Predstavljaju spoj fortifikacijske arhitekture s obilježjima pučke arhitekture, a potječu iz bogate građevinsko-fortifikacijske aktivnosti iz druge polovice 17. stoljeća.

## Zaštita
Zajedno sa Serdarovom kućom čini cjelinu koja je pod oznakom Z-3822 zavedena kao nepokretno kulturno dobro - pojedinačno, pravna statusa zaštićena kulturnog dobra, klasificirano kao "stambene građevine".